# Андрей Владимирович (князь серпуховский)
Андрей Владимирович (примерно 1380-е — 1426) — князь Серпуховский (1422—1426), Радонежский (1410—1426), Боровский (1410—1426), третий сын Владимира Андреевича Храброго и  княгини Елены Ольгердовны, правнук Ивана Калиты. Рюрикович в XVI колене.

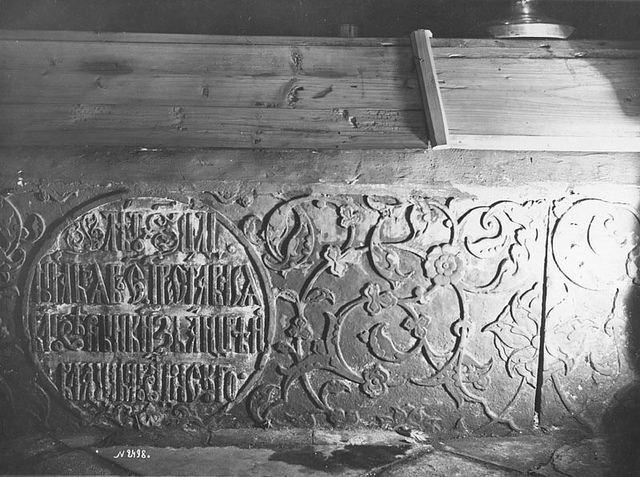
Архангельский собор Московского Кремля. Надгробие кн. Андрея Радонежского у северной стены. Фото И. Ф. Барщевского 1895 г. Из коллекций Музея архитектуры им. А. В. Щусева.

## Биография
После смерти Владимира Андреевича Храброго княжество Серпуховское было разделено между его пятью сыновьями. Андрею Владимировичу достаётся село Радонеж. Андрей Владимирович превратил Радонеж в городок, насыпал песчаные крепостные валы высотой три метра, построил на них деревянный кремль. Село стало называться Городок Радонежский. Радонеж становится центром удельного Радонежского княжества.
В 1414 году он вместе с братом своим Василием участвовал в походе великокняжеского брата, Юрия Дмитриевича галицкого, на Нижний Новгород, против Даниила и Ивана Борисовичей.
Жена: дочь боярина Ивана Дмитриевича Всеволожского. Дочь: Анастасия — супруга князя Василия Юрьевича Косого.
Умер в 1426 году от эпидемии моровой язвы, вместе с братьями Симеоном и Ярославом. Похоронен внутри Троицкого собора Троице-Сергиева монастыря. Удельное Радонежское княжество прекращает своё существование и отходит к Московскому княжеству.